# Liste der Kardinalpriester von Santissima Trinità dei Monti
Folgende Kardinäle waren Kardinalpriester von Santissima Trinità dei Monti:
- Charles de Lorraine de Vaudémont (1587)
- François de Joyeuse (1587–1594)
- Pierre de Gondi (1594–1616)
- Denis-Simon de Marguemont (1626)
- Alphonse-Louis du Plessis de Richelieu OCart (1635–1653)
- Antonio Barberini (1653–1655)
- Girolamo Grimaldi-Cavalleroni (1655–1675)
- César d’Estrées (1675–1698)
- Pierre-Armand de Cambout de Coislin (1700–1706)
- Joseph-Emmanuel de La Trémoille (1706–1720)
- Armand I. Gaston Maximilien de Rohan-Soubise (1721–1749)
- vakant (1749–1753)
- Clemente Argenvilliers (1753–1758)
- Pietro Girolamo Guglielmi (1759–1773)
- Bernardino Giraud (1773–1782)
- Giovanni di Gregorio (1785–1791)
- Jean-Siffrein Maury (1794–1817)
- vakant (1817–1823)
- Anne-Antoine-Jules de Clermont-Tonnerre (1823–1830)
- Louis-François-Auguste de Rohan-Chabot (1831–1833)
- Joachim-Jean-Xavier d’Isoard (1833–1839)
- Louis-Jacques-Maurice de Bonald (1842–1870)
- vakant (1870–1874)
- René-François Régnier (1874–1881)
- Louis-Marie-Joseph-Eusèbe Caverot (1884–1887)
- Victor-Félix Bernadou (1887–1891)
- Guillaume-René Meignan (1893–1896)
- Jean-Pierre Boyer (1896)
- Pierre-Hector Coullié (1898–1912)
- Hector-Irénée Sévin (1914–1916)
- Louis-Joseph Maurin (1916–1936)
- Pierre-Marie Gerlier (1937–1965)
- Jean-Marie Villot (1965–1974)
- Alexandre-Charles Renard (1976–1983)
- Albert Decourtray (1985–1994)
- Pierre Étienne Louis Eyt (1994–2001)
- Louis-Marie Billé (2001–2002)
- Philippe Barbarin (seit 2003)